# Malick Yalcouyé
Malick Junior Yalcouyé, född 25 november 2005, är en malisk fotbollsspelare som spelar för Swansea, på lån från Brighton.

## Karriär
Yalcouyé påbörjade sin fotbollskarriär i moderklubben Centre De Formation Étoiles De Sahel Abobo. Han spelade därefter för ASEC Mimosas och gjorde ett inhopp för klubben i Caf Champions League mot beninska Coton FC.
I november 2023 värvades Yalcouyé av IFK Göteborg, där han skrev på ett flerårskontrakt. Yalcouyé tävlingsdebuterade den 18 februari 2024 i en 4–3-vinst över Nordic United i gruppspelet i Svenska cupen 2023/2024, där han blev inbytt i den 79:e minuten. Yalcouyé gjorde allsvensk debut den 1 april 2024 i en 4–1-förlust mot Djurgårdens IF.